# BC Rail
La BC Rail, conosciuta come British Columbia Railway dal 1972 al 1984 e come Pacific Great Eastern Railway prima del 1972, è stata una società canadese della provincia della Columbia Britannica operante nel settore ferroviario tra il 1912 ed il 2004. Era una ferrovia regionale di classe II e la terza per grandezza nel Canada, gestendo linee principali per 2.320 km (1.441 miglia). Il governo provinciale ne fu il proprietario dal 1918 al 2004, quando fu venduta alla società Canadian National Railway.
Fondata nel 1912, la ferrovia fu acquisita dal governo provinciale nel 1918 dopo che aveva incontrato gravi difficoltà finanziarie. Rimanendo una ferrovia che portava "da nessun luogo a nessun luogo" per oltre 30 anni, non passando attraverso nessuna grande città né interscambiandosi con nessun'altra ferrovia, si ingrandì significativamente solamente tra il 1949 ed il 1984. È sempre stata soprattutto una società di trasporto merci, offriva anche servizio passeggeri come anche servizi di escursione turistica, da notare il treno da escursione Royal Hudson. L'operatività della ferrovia non fu sempre in attivo, non generando cioè profitto, anzi per l'accumulo di debiti fu a volte teatro di scontri politici.

## Storia

### 1912-1948
La Pacific Great Eastern Railway (PGE) fu fondata il 27 febbraio 1912, al fine di costruire una linea da Vancouver verso una connessione a nord con la Grand Trunk Pacific Railway (GTP) a Prince George. Sebbene indipendente dalla GTP, la PGE si accordò perché la GTP, che aveva il terminale ovest nel porto di Prince Rupert all'estremo nord, potesse usare le proprie linee per accedere a Vancouver. La ferrovia prese il nome dall'assonanza con la Great Eastern Railway dell'Inghilterra. I propri finanziatori erano Timothy Foley, Patrick Welch e John Stewart, la loro società di costruzione stava dietro agli appalti sulle maggiori ferrovie del Nord America. Dopo la fondazione, la PGE rilevò la Howe Sound e la Northern Railway, che, a quel momento, avevano costruito 15 km (9 miglia) di binari a nord di Squamish. Il governo della Columbia Britannica concesse alla ferrovia un fondo di garanzia al 4% di interessi sulle obbligazioni di costruzione della ferrovia (più tardi incrementati a 4,5% per rendere le obbligazioni vendibili).
Dal 1915 la linea fu aperta da Squamish per 283 km (176 miglia) verso Chasm a nord. Ma la ferrovia stava cominciando ad avere scarsezza di fondi. Nel 1915 non riuscì a pagare una cedola degli interessi sul prestito, obbligando il governo provinciale ad intervenire sulla garanzia del proprio prestito. Nella campagna elettorale provinciale del 1916, il Partito Liberale sostenne che parte del denaro anticipato per i pagamenti in garanzia delle obbligazioni della ferrovia fossero, invece, andati nei fondi elettorali per la campagna del Partito Conservatore. Alle elezioni i conservatori, che avevano vinto tutti i seggi nella legislatura precedente (elezioni del 1912), furono sconfitti dai Liberali. I Liberali, allora, chiamarono in giudizio Foley, Welch e Stewart per restituire 5 milioni di dollari di fondi evidentemente mancanti. All'inizio del 1918, i finanziatori della ferrovia accettarono di pagare al governo 1,1 milioni di dollari e cedere la ferrovia al governo.
Quando il governo acquisì la ferrovia, erano stati completati due tronconi separati del tracciato: una piccola sezione, tra North Vancouver e Horseshoe Bay, ed un'altra tra Squamish e Clinton. Nel 1921 il governo provinciale aveva esteso la ferrovia fino a 24 km (15 miglia) a nord di Quesnel, ancora 32 km a sud della connessione con Prince George, ma non fu prolungata oltre. Il tracciato a nord di Quesnel, più tardi, fu rimosso. La costruzione della linea tra Horseshoe Bay e Squamish fu ritenuta di bassa priorità in quanto c'era già un servizio di chiatte operativo tra Squamish e Vancouver, inoltre la ferrovia voleva interrompere le operazioni sulla linea Noth Vancouver-Horseshoe Bay. Comunque, la società ferroviaria aveva un accordo con la municipalità di West Vancouver per fornire servizio passeggeri, che non fu in grado di aggirare fino al 1928, quando pagò alla città 140.000 dollari in supporto al proprio programma di costruzione di una strada. L'ultimo treno sulla linea transitò il 29 novembre 1928, e la tratta cadde in disuso, ma non fu mai ufficialmente abbandonata.
Per i successivi 20 anni la ferrovia continuò ad andare "dal nulla al nulla". Non aveva connessioni con nessun'altra ferrovia e non c'era nessun grande centro urbano sul suo percorso. Rimase in esercizio principalmente per connettere le attività di legname e minerarie all'interno della Columbia Britannica con la città costiera di Squamish, da dove, poi, le materie prime potevano essere trasportate via mare. Il governo aveva ancora intenzione di prolungare la ferrovia fino a Prince George, ma le risorse per farlo non furono mai disponibili, specialmente durante la grande depressione e la seconda guerra mondiale. Lo stato deplorevole della ferrovia le valse soprannomi quali "Province's Great Expense" (la grande spesa della provincia), "Prince George Eventually" (Forse un giorno Prince George), "Past God's Endurance" (l'impresa del Dio passato) e "Please Go Easy" (Per favore vacci piano).

### 1949-1971
Dal 1949, la Pacific Great Eastern iniziò ad espandersi. I binari furono posati a nord di Quesnel verso la congiunzione con la Canadian National Railway a Prince George. La linea fu aperta il giorno 1º novembre 1952. Tra il 1953 ed il 1956 la PGE costruì una linea tra Squamish e Noth Vancouver. La società ferroviaria si valse del proprio precedente diritto di passaggio tra North Vancouver e Horseshoe Bay, per lo sgomento di diversi residenti di West Vancouver, i quali, ritenendo erratamente che la ferrovia fosse stata abbandonata, ne avevano invaso i terreni. La linea fu aperta il 27 agosto 1956. Nel 1958 la PGE aveva già raggiunto Fort S. John e Dawson Creek a nord di Prince George.
Nel 1958 il premier della Columbia Britannica, W.A.C. Bennett promise che avrebbe esteso la ferrovia fino allo Yukon e all'Alaska, così ulteriori prolungamenti della ferrovia furono avviati negli anni sessanta. Un troncone di 37 km (23 miglia) fu costruito fino a Mackenzie. Una terza linea fu prolungata ad ovest dalla linea principale (un po' a nord di Prince George) fino a Fort St. James, questa fu completata il giorno 1º agosto 1968. La maggiore costruzione intrapresa negli anni sessanta fu l'estensione della linea principale da Fort St. John per 400 km a nord fino a Fort Nelson, a meno di 160 km dallo Yukon. La sottosezione di Fort Nelson fu aperta dal premier Bennett il 10 settembre 1971. Sfortunatamente, l'apertura della linea fu offuscata dal deragliamento del treno inaugurale a sud di Williams Lake, a sud di Prince George.

### 1972-1989
Durante questo periodo la ferrovia subì due modifiche del proprio nome. Nel 1972 la ferrovia prese il nome di British Columbia Railway (BCR). Nel 1984, la BCR fu ristrutturata. Sotto la nuova organizzazione fu creata la BC Rail Ltd., detenuta congiuntamente dalla British Columbia Railway Company (BCRC) e da una sua sussidiaria, la BCR Properties Ltd. Da allora le attività ferroviarie divennero note come BC Rail.
Nel 1973 il governo della Columbia Britannica comprò e ristrutturò una locomotiva a vapore (rodiggio 4-6-4) della Canadian Pacific Railway del tipo conosciuto come Royal Hudson, nome che Giorgio VI permise fosse associato alla classe dopo che la Canadian Pacific Railway ne usò uno sul treno reale nel 1939. La locomotiva acquistata dal governo, con numero di serie 2860, fu costruita nel 1940 e fu la prima costruita come Royal Hudson. Il governo, in seguito, la prestò alla British Columbia Railway, che iniziò un servizio turistico di escursione con la locomotiva tra North Vancouver e Squamish in 20 giugno 1974. Il treno faceva servizio tra giugno e settembre dal mercoledì alla domenica.
Negli anni sessanta era stata progettata una nuova linea verso nordovest da Fort St. James a Dease Lake, a 663 km (412 miglia) di distanza. Il 15 ottobre 1973 furono aperti i primi 201 km (125 miglia) di estensione fino a Lovell. Il costo della linea, comunque, fu significativamente maggiore delle stime. Gli appaltatori che lavoravano sulla linea affermarono che la società ferroviaria li aveva tratti in inganno sulla quantità di lavoro necessario così da ottenere basse offerte e la portarono in tribunale.
La linea verso Dease Lake stava cominciando ad apparire sempre più diseconomica. C'era un declino nella domanda mondiale di amianto e rame, le due principali materie prime che dovevano essere trasportate sulla linea. Inoltre, l'autostrada Cassiar che già serviva Dease Lake era stata recentemente potenziata. Tutto ciò, combinato ai costi crescenti di costruzione, rese la linea per Dease Lake non più giustificabile, così i lavori si interruppero il 5 aprile 1977. Erano stati posati binari fino a Jackson, 423 km (263 miglia) da Fort St. James, e spianamenti e pulizie erano in corso sul resto dell'estensione, che fino a quel punto era costata 168 milioni di dollari, molto più del doppio delle stime iniziali. Il tracciato è visibile su Google Earth fino a Dease Lake, attraverso le piccole cittadine di Leo Creek e Takla Landing.
Il management e gli operativi della società furono chiamati in giudizio e il 7 febbraio 1977 il governo provinciale istituì una commissione reale, la commissione reale McKenzie, perché investigasse sull'operato della ferrovia. Il 25 agosto 1978 fu pubblicata la relazione finale. Si raccomandava che la costruzione venisse interrotta al chilometro 239 (149º miglio) del tracciato tra Dease Lake e la fine della ferrovia del tempo, e che i treni facessero capolinea a Driftwood, a 33 km (20 miglia) dopo Lovell. Il resto del tracciato sarebbe rimasto in loco, ma senza essere usato. Nel 1983, dopo che le operazioni di scarico cessarono a Driftwood ed il traffico diminuì drasticamente, la linea per Dease Lake fu chiusa. Comunque, venne riaperta nel 1991 e, al 2005, si estende fino ad un luogo chiamato Chimpunk, ancora oltre il km 281 a sud di Dease Lake. Molte altre raccomandazioni della commissione, incluso l'abbandono della linea di Forth Nelson e la dismissione delle attività non profittevoli, come i servizi passeggeri, non furono seguite.
Nei primi anni ottanta la ferrovia costruì una nuova linea e ne acquistò un'altra. La Tiumble Ridge Sbdivision, un ramo di linea elettrificata di 132 km (82 miglia), fu aperta nel 1983 verso le miniere di Quintette e Wolverine, due miniere di carbone a nordest di Prince George che producevano carbone per il Giappone. Rappresenta il valico ferroviario più basso delle Montagne Rocciose a 1.163 m s.l.m. (3.815 piedi). Presenta 2 grandi tunnel sotto le montagne: il Table Tunnel di 9 km (5,6 miglia) e il Wolverine Tunnel di 6 km (3,7 miglia). Avendo una linea elettrificata ed essendo vicino alla diga W. A. C. Bennett e alle linee di trasmissione, fu una delle poche linee merci elettrificate del Nord America. Sebbene all'inizio fosse profittevole, il traffico sulla linea non raggiunse mai il livello inizialmente previsto, e dagli anni novanta fu di meno di un treno al giorno. La ferrovia fece molti debiti nella costruzione del ramo di linea e le attività costose e non profittevoli non potevano riuscire a ripagare il debito. Nel 1984 la BC Rail acquistò la British Columbia Harbours Board Railway, una linea di 37 km (23 miglia) che connette 3 ferrovie di classe 1 con Robert Bank, un terminale oceanico che gestisce il traffico di carbone. Da quando la linea fu costruita nel 1969, era già stata data in prestito in successione alla Canadian Pacific Railway, alla Burlington Northern Railroad e alla Canadian National Railway.

### 1990-2003
Nei primi anni novanta il governo provinciale ridusse i sussidi alla BC Rail. Come risultato, l'azienda, appesantita dai molti servizi in perdita che le venivano richiesti, vide il proprio monte debiti incrementare di sei volte tra il 1991 ed il 2001.
Negli anni 90, BC Rail si espanse nelle operazioni di trasporto navale, acquisendo nel 1993 l'operatore Vancouver Wharves e nel 1998 la Canadian Stevedoring e la sua sussidiaria Casco Terminals. Nel 1999 queste operazioni divennero le tre divisioni operative di un nuovo soggetto: BCR Marine. Il BCR Group divenne la holding proprietaria sia della BCR Marine che della BC Rail. All'inizio del 2003, cercando di ridurre il grande debito della ferrovia, BCR Group vendette gli asset di BCR Marine, tranne che il Vancouver Wharves (che non rientrò neanche nella seguente vendita di BC Rail alla Canadian National, e rimane una azienda della Corona provinciale.
Il 19 agosto 2000 la miniera di Quintette venne chiusa e la porzione della suddivisione Tumbler Ridge tra Teck e Quinette fu abbandonata. Le ultime locomotive elettriche corsero sulla linea il 29 settembre 2000, dopodiché la linea venne percorsa solo da locomotive diesel. La miniera di Wolverine chiuse il 10 aprile 2003 e in seguito i rimanenti 112 km della suddivisione Tumble Ridge tra Teck e Wakely furono abbandonati, sebbene i binari siano ancora posati in luogo. Le locomotive elettriche furono spostate a sud a Tacoma, nello Stato di Washington, dove sono in fase di smantellamento da parte della CEECO Rail Services. Una delle locomotive (6001) fu acquistata dalla famiglia di Paul D. Roy che la donò al British Columbia Railway & Forest Industry Museum, dove è ancora conservata.